# 桐城站
桐城站，位于中华人民共和国安徽省安庆市桐城市龙眠街道，是合九铁路上的火车站，建于1995年，由上海铁路局管辖。车站办理客运业务，货运整车普通货物无限制。

## 车站结构
桐城站候车室面积405平方米，可容纳337人；售票室52.5平方米、行包房111.3平方米。车站站场设有1条正线、2条到发线，设有侧式站台和岛式站台各一座。货场设货物线2股，有货物站台1座，建筑面积444平方米；仓库2栋，使用面积1232平方米。另有粮食专用线1股:342，目前已废弃。
| 侧式站台 |              |
| 1站台    | 合九铁路     |
| 2站台    | 合九铁路正线 |
| 岛式站台 |              |
| 3站台    | 合九铁路     |
| 货场     | 合九铁路     |

## 車站周邊
- 中国邮政储蓄银行南演邮政所
- 中国邮政桐城市南演邮政所
- 城市同安小学
- 桐城市人民法院执行局
- 安顺假日酒店
- 桐城市科技馆
- 桐城国际大酒店
- 徽商银行桐城支行
- 中国银行盛唐支行
- 桐城市体育场
- 桐城市地方税务局
- 农村信用合作社商城支行